# Ostorhinchus sealei
Espèce
Ostorhinchus sealei est une espèce de poissons marins de la famille des Apogonidae.

## Répartition
Ostorhinchus sealei se rencontre dans l'Ouest de l'océan Pacifique, depuis l'Indonésie et les Philippines jusqu'au Nord Ouest de l'Australie. Il peut par exemple être observé au Viêt Nam et en Nouvelle-Calédonie.

## Habitat
Il se rencontre sur les marges récifales en petit ou grand bancs en général à moins de 10 m de profondeur mais il a déjà été observé à 25 m.

## Description
Cette espèce appartient au genre Ostorhinchus et présente des mâchoires osseuses très avancées tenant lieu de véritables dents et deux nageoires dorsales.
Ce poisson mesure de 63 à 68 mm avec un corps bien comprimé assez profond. Le dos n'est pas élevé et il est plus profond à l'origine de l'épine dorsale. Les bords sont convexes et arrondis bien qu'une légère quille prédorsale médiane soit présente. Le pédoncule caudal est bien comprimé avec la profondeur la plus faible étant d'environ une fois et demi sa longueur.
Il y a de 22 à 26 écailles sur la ligne latérale jusqu'à la base caudale et quatre de plus sur cette dernière. Il y a deux écailles au-dessus jusqu'à l'origine spinale dorsale, six en série verticale en dessous jusqu'à l'origine spinale anale et quatre écailles prédorsales.
La tête est grande et modérément longue, comprimée, avec des surfaces aplaties presque uniformément inclinées en haut et en bas. Le profil supérieur est beaucoup plus incliné que l'inférieur et plutôt convexe. Le museau est court et de surface convexe également de profil. Il est d'une longueur environ égale à la moitié de sa largeur. L'œil est grand et circulaire. Il empiète légèrement sur le profil supérieur et est placé au centre de la tête en longueur. La bouche est modérément grande et à peine inclinée par rapport à l'horizontale. La mâchoire inférieure est incluse dans la mâchoire supérieure lorsque la bouche est fermée. Le maxillaire est grand, peu incliné, presque droit et dépasse le centre de l'œil presque à l'opposé du bord de la pupille postérieure. L'expansion maxillaire terminale est de 3 dans l'œil, légèrement émarginée en arrière, et tout le bord supérieur du maxillaire glisse sous la pré-orbitale. La zone pré-orbitale est plutôt étroite et d'une largeur d'environ 4 dans l'œil. Les lèvres sont plutôt étroites, charnues et fermes. Les dents sont fines, régulières et courtes, et placées en bandes étroites sur les mâchoires. Il y a également une bande étroite similaire sur le vomer jusqu'à chaque palatine et sur chacun d'eux. La langue est libre et déprimée, lisse, plutôt arrondie à l'avant. La narine antérieure latérale sur le museau est positionnée légèrement plus près de l'extrémité du museau que de l'œil dans un tube court. La narine postérieure prend la forme d'une fente verticale courte proche du bord antérieur de l'œil. L'inter-orbitale présente un léger sillon de chaque côté en avant, légèrement convexe en arrière. L'arête du préopercule est entière et le bord postérieur est légèrement dentelé. L'opercule a une petite épine au-dessus et une plus petite médiane sur le bord postérieur.
L'ouverture de la branchie est positionnée à peu près à l'opposé du bord antérieur de la pupille. Les branchiospines sont lancéolés et assez robustes. Les pseudo-branchise sont aussi grande que les filaments. L'isthme est long et rétréci vers l'avant avec une carène médiane tranchante vers l'avant. Les écailles sont grandes, finement cténoïdes, et placées au-dessus de la ligne latérale en rangées parallèles à son tracé et au-dessous en rangées horizontales. La tête écailleuse porte deux rangées de grandes écailles bien que la rangée postérieure soit fortement encombrée ou dissimulée sous la rangée antérieure et que les écailles sur les opercules soient modérées. Les sous-orbitales et la face supérieure de la tête présentent de nombreux canaux muqueux. Un grand rabat écailleux est présent entre les bases ventrales de près de la moitié de la longueur de la nageoire. L'écaille ventrale axillaire est petite et discrète. La base caudale est couverte de petites écailles, sinon les nageoires sont nues. la ligne latérale est complète et largement concordante avec le profil dorsal. Les tubes sont simples et dépassent largement les écailles en ayant l'air d'être situés sur une petite écaille accessoire obscure.
Les épines dorsales sont insérées à peu près en face de l'origine des pectorales, la troisième épine étant la plus longue, la deuxième et la septième étant plus courtes mais plus longues que la première. La nageoire dorsale molle est insérée à peu près à mi-chemin entre la base caudale et le bord postérieur de l'œil, le deuxième rayon étant apparemment le plus haut et la nageoire déprimée. La nageoire anale épineuse est insérée à l'opposé de la deuxième dorsale. La nageoire anale molle est plus petite que la dorsale molle, sinon similaire. La nageoire anale est déprimée. La nageoire caudale est très légèrement émarginée en arrière avec les lobes arrondis. La nageoire pectorale est modérée et atteint l'anale,. Les rayons supérieurs sont les plus longs. La nageoire ventrale est insérée légèrement avant l'origine pectorale et atteint l'évent ou les 7/8 de l'anale. L'épine ventrale est positionnée aux 2/3 de la nageoire.

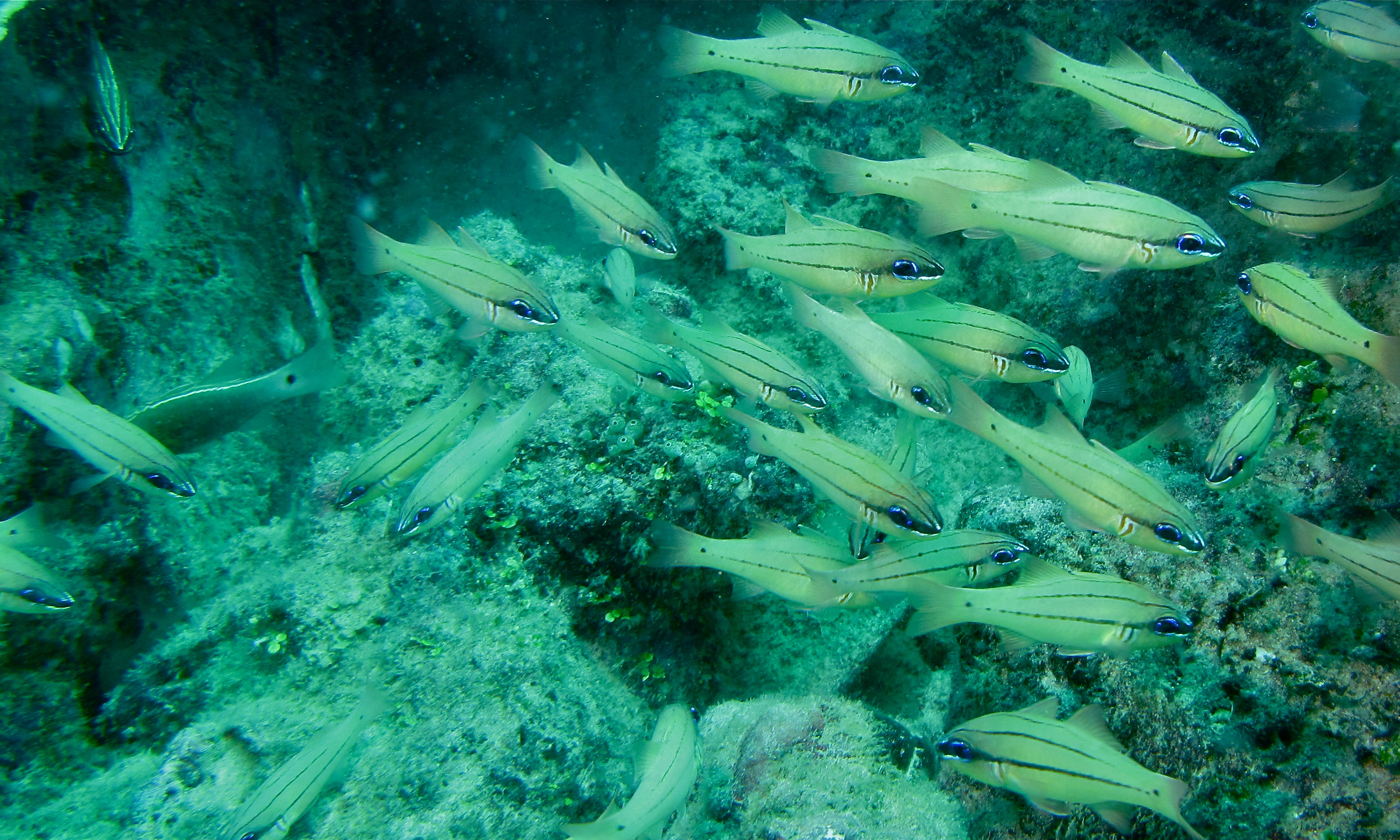
Ostorhinchus sealei (Sabah, Malaisie).

La couleur de ce poisson est en général brunâtre pâle et légèrement plus pâle en dessous. Les nageoires sont toutes pâles ou blanchâtres à l'exception d'une nuance brunâtre sur les épines dorsales et les écailles à la base caudale. Cette dernière présente également une petite tache ronde noir de jais, inférieure à la moitié du diamètre de la pupille, juste au-dessus de la ligne latérale. Depuis l'extrémité du museau, une étroite ligne brun noirâtre s'étend jusqu'à l'avant de l'œil et s'incline uniformément du bord postérieur de l'œil à la base caudale de façon médiane en ligne droite. Elle se termine également juste en dessous de la tache caudale noire. Au-dessus de cette ligne sur le museau, une autre ligne part de chaque côté de l'extrémité du museau, s'étend vers le haut sur la ligne inter-orbitale puis juste au-dessus de la ligne latérale et enfin s'estompe sur le pédoncule caudal au-dessus et en arrière. La ligne médiane brun pâle partant des bases inter-orbitales et bordant les dorsales, se prolonge médialement en arrière jusqu'à la caudale. L'opercule arbore deux barres verticales brunâtres. L'iris est ardoisé.

## Systématique
L'espèce Ostorhinchus sealei a été nommée et décrite en 1918 par le zoologiste américain Henry Weed Fowler (1878-1965) sous le protonyme Amia sealei. 

### Étymologie
Son épithète spécifique, sealei, honore l'ichtyologiste américain Alvin Seale (1871–1958), en reconnaissance de son travail dans le secteur de la pêche aux Philippines.

### Publication originale
- (en) Henry Weed Fowler, « New and little-known fishes from the Philippine Islands », Proceedings of the Academy of Natural Sciences of Philadelphia, États-Unis, vol. 70,‎ janvier 1918, p. 2-71 (ISSN 0097-3157, e-ISSN 1938-5293, lire en ligne, consulté le 3 mai 2025).